# Josep Serra i Bonal
Josep Serra i Bonal (Peralada, l'Alt Empordà, 23 de setembre del 1874 - Barcelona, 14 de febrer del 1939) va ser músic i compositor. Renovà la composició de sardanes.
Estudià amb el mestre Jaume Cervera a l'escola de música creada i finançada pels comtes de Peralada. Amb setze anys, i juntament amb el seu germà Miquel, fundà la cobla La Principal de Peralada, on tocà fins a l'any 1914, any que l'Orfeó Català feu un memorable viatge a París i a Londres emportant-se La Principal de Peralada perquè acompanyés els seus cants, amb Josep Serra com a director, amb gran èxit.
En deixar la cobla residí un temps a Figueres (1915), on fundà un institut de rítmica, i dirigí el cor Art i Pàtria i l'orfeó Germanor Emporitana. A l'any següent, marxà a viure a Barcelona i s'hi guanyà la vida tocant en teatres i portant l'oficina de copisteria de l'Orfeó Català. Tocà com a fiscornaire a les cobles Sureda i Catalònia (1923). El 1924 entrà, juntament amb el flabiolaire Pere Moner, a la Cobla Barcelona i el 1929 n'esdevingué el director. Ultra la seva faceta compositora, com a músic va exercir d'instrumentista de tible -en les primeres èpoques- i després de fiscorn. El seu fill, Joaquim Serra i Corominas continuà la seva obra i compongué sardanes considerades d'entre les millors de la música catalana.
La seva tasca compositora se centrà en la cobla: en l'escriptura de sardanes, de les que en va fer 251, en l'adaptació de balls vuitcentistes, en l'escriptura de música de tema lliure per a cobla. La seva glossa Present de bodes és una de les primeríssimes obres del que ara anomenem música per a cobla. Seves són, també, les primeres sardanes que es van gravar en els primitius discos de pedra; vegeu-ne els primers títols més avall.
Modernament, el compositor Lluís Albert li ha dedicat la sardana Evocant Josep Serra (2003).

## Obra

### Producció sardanista
Josep Serra, amb l'Antoni Agramont, marca una progressió substantiva en el camp de la sardana. El primer model de la sardana curta i el posterior, ja en sardana llarga, d'imitació de les òperes i sarsueles de l'època, són substituïts per un altre de melodies compostes especialment o adaptades de la tradició musical catalana, en la forma de la sardana moderna.
La seva obra sardanista es pot dividir en tres etapes: La primera, amb peces que cerquen la satisfacció d'un públic sovint superficial, ocasionalment obligades per a lluïment d'un o altre instrument (Dues calàndries, La joguetona i especialment Una lluita musical). Una segona època, que obriria la sardana El despertar d'un somni (1900), i que ja comprèn sardanes habituals del repertori actual com La pubilla empordanesa o La reina de les flors, amb gran variació d'estructures i ritmes i amb predomini de l'element líric. Després d'un període de silenci, causat pel trasllat a Barcelona, vindrà una tercera etapa ja de maduresa, amb influències dels grans músics que troba a ciutat (Morera, Pahissa, Lamote, Millet, Pujol). Encetarà aquest període la sardana Encara me'n queden (1921), de títol ben expressiu, que serà seguida de peces com Bonica, Recordança, Jorn alegre, Gentil, T'estimo.

### Josep Serra vist per Josep Pla

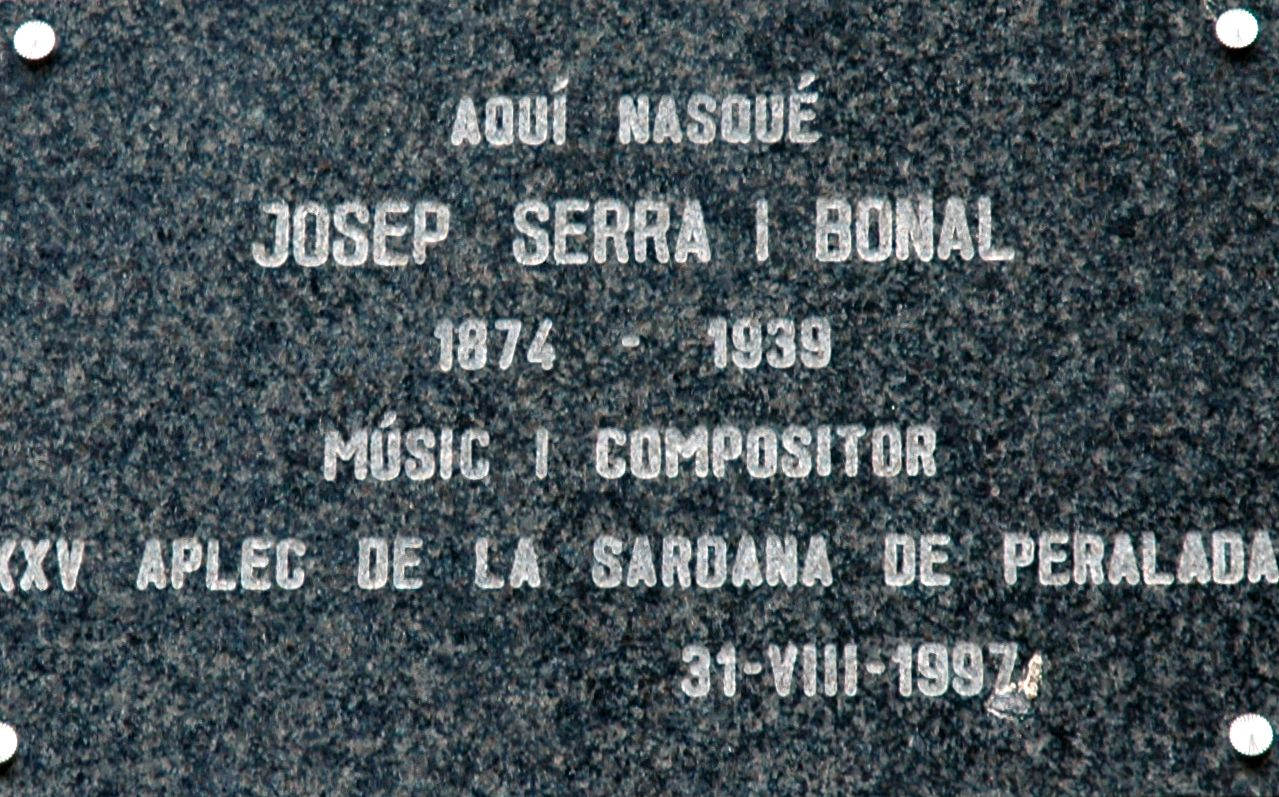
Placa que identifica el lloc de naixement de Josep Serra a Peralada

| «                                                        | Josep Serra, que coneguí anys enrere, quan era l'ànima de la vella i inoblidable cobla de Peralada, m'ha deixat un gran record —com a músic i com a amic. Les seves sardanes són insuperables, molt ben escrites, d'un sabor empordanès inconfusible —d'un verisme rústic i empordanès tan fi, tan equilibrat, tan clar, tan precís, que jo anomeno Serra el Ruyra de la sardana. És clar que si les seves sardanes no continguessin més que verisme comarcal no haurien pas arribat a l'alta consideració que tenen. Són més. Molt més. Són un esforç reeixit de crear una música pròpia, amb la consegüent eliminació d'influències aberrants i exòtiques. | » |
| — Josep Pla, extret de «La substància», dins El meu país | |   |

#### Selecció de sardanes
- A cau d'orella (1927)
- Bonica (1929)
- Cançó de les mares (1916)
- Canigonenca (1905). Adaptada per a banda militar, en partitures que es van publicar a Londres el 1909
- Les comares (1921)
- Complanta (1909)
- De la gresca (1929), obligada de dos tibles i dues tenores
- Delectació (1913)
- Lo despertar d'un somni (1900)
- Dues calàndries (1894), obligada per a dos flabiols
- Encara me'n queden (1921)
- Enjogassada (1935)
- L'enramada (1904)
- L'enredona (1902), revessa
- Espurnes (1902), obligada per a 2 fiscorns
- La filadora (1903), revessa
- Flors i fulles (1902), obligada per a 2 tenores
- Follia (1909)
- La font de les rondalles (1905), dedicada a la seva futura esposa
- Gentil (1935)
- Idil·li (1904)
- Els infants canten (1922), obligada de tible
- La joguetona (1894), obligada de flabiol amb variacions
- Jorn alegre (1929)
- La juganera (1896), obligada de flabiol
- La marinera (1898), obligada per a dos tibles
- La matinera (1902), obligada de dos tibles
- El meu gra de sorra (1927), dedicada a Juli Garreta
- No te'n vagis, amor meu (1913)
- Peralada (1926)
- El primer piu (1885), primera sardana
- La pubilla empordanesa (1902), premi en el concurs de cobles que convocà l'Ajuntament de Barcelona per les festes de la Mercè el 1902. Amb posterioritat, Joan Maragall li posà lletra
- Recordança (1925)
- Records de ma terra (1907)
- La reina de les flors (1903)
- Remembrança (1918)
- Rialles i plors (1916)
- El rossinyol (1907), obligada de flabiol
- T'estimo (1929)
- Una lluita musical (1894), sardana de concert amb variacions per a cinc instruments (trompeta, tenora, fiscorn, tible, flabiol)
- Xiroia (1929), obligada de tible

#### Primeres gravacions de sardanes
- Perlas y diamantes, La federalista, La sultana, Crit de pàtria, Ensomnis, gravades per La Principal de la Bisbal el 1905
- La pubilla ampurdanesa, gravada per la Bisbal els anys 1905 i 1906
- Ydili, gravada per la cobla Unió Cassanense, el 1906
- La reyna de les flors, Cercant floretas, Rosas pálidas, gravades per la cobla La Principal de Peralada, el 1906
- Ensomnis, Una cançoneta al Ter, per la cobla La Bisbal, el 1906

### Balls per a cobla
Ánimo, pas-doble, L'arlesiana, polca, El batallador, pas-doble, El califa, xotis, El capeador, vals, El cazador, pas-doble, El coracero, xotis, El corsario, vals per a lluïment de flabiol i tible, La chula, masurca, La cigarrera, polca, La dansa de Castellterçol, El diamante, xotis, Filigrana, masurca, El gaitero, vals, Galop de cortesia, La golondrina, americana, La góndola, americana, El grumete, vals, El intrépido, pas-doble, El jaleador, vals, El lidiador, pas-doble, La mariposa, americana, Marxa solemnial (1898), Mister Jacques, vals, Morenito, vals, Oleaje, americana, Los orientales, rigodon, Pas a quatre, Per la victòria, pas-doble, El piloto, xotis, Present de bodes (1923), glossa inspirada en la cançó popular, La primorosa, masurca, El profeta, vals, Recuerdos de antaño, rigodon, La siempreviva, americana, Tirotitaina, dansa, El turco, galop, Els xatos, dansa

### Altres composicions
- L'esbojarrada (1922), composta per a orquestra